# 이세랑 (배드민턴 선수)
이세랑(1991년 3월 12일~)은 대한민국의 배드민턴 선수이다. KGC인삼공사 배드민턴단 소속으로 활동하고 있으며, 2012년 제93회 전국체육대회 배드민턴 여자일반부 단체전 금메달 및 2010년 제91회 전국체육대회 배드민턴 여자일반부 단체전 은메달을 획득했다.